# Nikolaus Sebastian Simon
Nikolaus Sebastian Simon (frz.: Nicolas Sébastien Simon; * 1. Juli 1749 in Colmar; † 4. März 1802 in Aachen) war ein französischer Jurist und Politiker sowie erster Präfekt im Département de la Roer.

## Leben und Wirken
Nach erfolgtem Studium der Rechtswissenschaften durchlief Simon zunächst eine juristische Laufbahn. Von 1792 bis 1795 wurde er zum Bürgermeister von Colmar gewählt und als Direktor der Zentralverwaltung des Département Haut-Rhin übernommen. Vom 12. April 1799 bis zum 26. Dezember 1799 gehörte er dem Rat der Fünfhundert an. Nach dem Staatsstreich des 18. Brumaire VIII (9. November 1799) wurde Simon zum Präsidenten des Strafgerichtes und ab dem 13. Juni 1800 zum Richter am Cour d’appel de Colmar ernannt und war dank seiner ausgezeichneten deutschen Sprachkenntnisse für die überwiegend deutschsprachigen Départements Bas-Rhin und Haut-Rhin zuständig.
In der Zeit des Französischen Konsulats wurde Simon am 22. Juli 1800 von Napoléon Bonaparte zum ersten Präfekten des Département de la Roer ernannt, nachdem dieses zuvor als Teil der Cisrhenanischen Republik von einem Kommissar geleitet worden war. Simon trat seine neue Dienststelle, die ihren Sitz im Londoner Hof in der heutigen Aachener Kleinkölnstraße Nummer 18 hatte, am 9. August 1800 an. Nach dem Frieden von Lunéville vom 9. Februar 1801 wurde das Département offiziell annektiert und nach französischem Vorbild strukturiert. Zu Simons Hauptaufgaben in dieser Zeit zählten unter anderem die Beschließung einer Reihe von Landreformen, die Neugliederung der Gemeinden sowie die Ernennung von Bürgermeistern und Abgeordneten. Ende 1801 gründete er zudem die „Société d’émulation pour l’agriculture, le commerce, les sciences et les arts“, eine Gesellschaft zur Förderung von Landwirtschaft, Handel, Wissenschaft und Kunst.
Im August 1801 erkrankte Simon schwer an Tuberkulose und verstarb daran am 4. März 1802. Seine Dienstgeschäfte wurden seit seiner Erkrankung bis zur offiziellen Amtsübernahme durch Alexandre Méchin im September 1802 von Simons Präfekturrat Johann Friedrich Jacobi als Interims-Präfekt geleitet.
Simon galt bei seinen Mitarbeitern als pflichtbewusst und fleißig, geriet jedoch wegen seiner Pedanterie und seinem Misstrauen mit vielen Zeitgenossen in Konflikt. Er fand seine letzte Ruhestätte auf dem Aachener Ostfriedhof und der letzte Präfekt des Roer-Département, Jean Charles François de Ladoucette, ließ ihm zu Ehren um 1810 ein Grabmonument errichten, das jedoch nicht mehr erhalten ist.